# Enrico I di Tubinga

Stemma di famiglia

Enrico di Tubinga, (in tedesco Heinrich de Tvingen o in latino Henricus de Tvingen) (1087 circa – 28 febbraio 1103), fu conte di Tubinga.

## Biografia
È considerato figlio del conte di Nagoldgau Anselmo il Giovane e Berta. Dalla dinastia dei conti di Nagoldgau discesero i conti palatini di Svevia della casa di Tubinga.
Nel 1085 Enrico fondò con i suoi zii Ugo III di Nagold e Sigiboto il monastero di Blaubeuren. In un registro di donazioni del monastero di Reichenbach è riportato che il 22 luglio 1087 Bubo di Iflingen donò al monastero una proprietà a Gündringen an der Steinach. Come testimoni erano presenti l'abate Guglielmo di Hirsau, il conte di Calw Adalberto III e un certo conte Enrico "di Tubinga", nella contea del quale era situata la proprietà in questione, e suo fratello Ugo. Un anno dopo, sotto la supervisione del conte Enrico di Tubinga, furono trasferite al monastero ulteriori proprietà situate a Gündringen e nella vicina città di Schietingen.
Si sposò con Adelaide di Enzberg († 11 marzo 1122), figlia del conte Zeisolf di Kraichgau. Insieme a sua moglie, si occupò del completamento della fondazione del monastero di Blaubeuren. Enrico a sua volta donò, tra le altre cose, Berghulen, Hohenhülen, Tragweiler e Winnenden, con suo fratello Ugo, invece, Bremelau, due corti vicino ad Asch e due vicino a Gerhausen. Ad Adelaide, in particolare, è attribuita una donazione di Anselmo di Rotenacker ed Heudorf. Sorpassò persino il marito nel pio zelo per la cura del monastero: per coronare la fondazione, si recò a Roma e pose il monastero "sull'altare di San Pietro", ponendolo sotto la protezione della sede pontificia e chiedendo la conferma della fondazione. Il Santo Padre accolse volentieri la richiesta di Adelaide, che viene chiamata la "sua amata figliola".